# Terra d'Israel

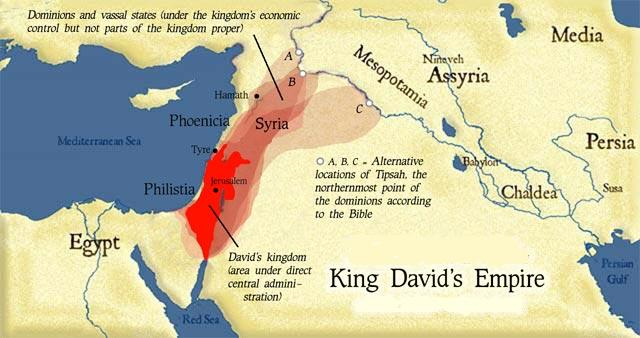
L'Imperi del Rei David, amb els regnes vassalls.

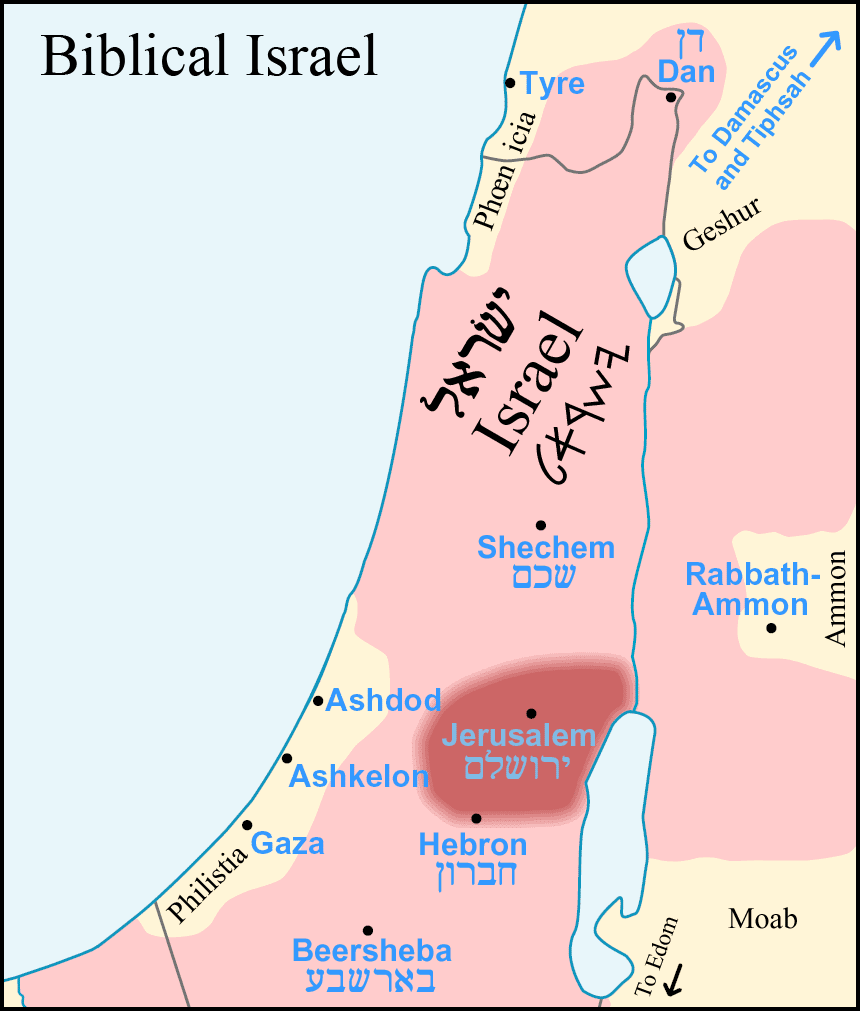
La Terra d'Israel

La Terra d'Israel (en hebreu: ארץ ישראל) (transliterat: Eretz Israel) és, segons la Bíblia, la regió que va prometre יהוה (Jahvè / Elohim / el Senyor) a la família d'Abraham, Isaac i Jacob. Ismael era el fill d'Abraham i d'Agar. Isaac era el fill d'Abraham i de Sara. Abraham va estar a punt de sacrificar al seu fill Isaac en el Mont Moriah. Jacob era el patriarca de les dotze Tribus d'Israel. Josep va ser venut com a esclau i portat al país d'Egipte (Misraim), anys després els seus germans varen anar a viure a Egipte, allà van ser esclavitzats pel Faraó. Quan els israelites van sortir del país d'Egipte, guiats pel profeta Moisès, varen rebre la Torà al Mont Sinaí, aleshores van estar vivint en el desert quaranta anys, fins que finalment van arribar al país de Canaan, Moisès va morir abans de poder entrar a la Terra Promesa. Després d'arribar al país de Canaan, sent guiats ara per Josuè, els israelites varen conquerir la ciutat de Jericó, anys després varen fundar el Regne d'Israel, i van construir un Temple, a Jerusalem. Cal no confondre l'antic regne bíblic amb el modern Estat d'Israel. La promesa feta a Abraham és vàlida no tan sols per al poble jueu, sinó també per als cristians (Gàlates 3:28).